# Riktat ljud
Riktat ljud innebär att ljudet, likt en ljusstråle från en ficklampa, kan riktas till ett specifikt område utan att störa omgivande miljö. Det finns två olika tekniker som används för att skapa riktat ljud:
- Plane wave teknik (plan våg)
- Ultraljudsteknik

## Ultraljudsteknik
Ultraljudstekniken projicerar ljudet mot en yta. Beroende på ytans beskaffenhet upplevs ljudet olika. Genom att projicera ljudet mot en yta med hög densitet blir upplevelsen att ljudet kommer från den ytan. På detta sätt går det att skapa en virtuell högtalare via en hård yta. Ljuddusch är benämning som passar in på riktat ljud. Detta möjliggör att flera högtalare kan placeras nära varandra och där varje högtalare spelar sin unika ljudslinga utan att störa intilliggande högtalare.

## Planvågsteknik
Riktbarheten hos en vågproducerande källa beror på källans storlek jämfört med våglängden som den producerar. Hörbart ljud har våglängder som ligger mellan några centimeter och upp till några meter. Eftersom dessa våglängder är jämförbara med ett par normalstora högtalare sprider sig ljudet. Endast genom att tillverka en ljudkälla som är mycket större än de våglängder den producerar kan man rikta ljudet i en smal stråle.
När det högfrekventa ljudet färdas i en smal stråle genom luften förvrängs det på ett förutsägbart sätt. Denna förvrängning framhäver delar i den hörbara bandvidden som kan bli exakt styrd. Genom att generera rätt ultraljudsignal kan man i stort sett skapa vilket ljud som helst i luften. Bryts ljudstrålen uppstår ljudet på den plats man står, vilket uppfattas som om det kommer inifrån huvudet. Ljudet är endast hörbart för den som står i ljudstrålens direkta väg.